# フランクリン・テボ・ウチェンナ
フランクリン・ドゴール・テボ・ウチェンナ（Franklin Degaulle Tebo Uchenna、2000年1月25日 - ）は、ナイジェリアのサッカー選手。ポジションはディフェンダー。

## 経歴

### レッドスター・ベオグラード
2025年8月15日、レッドスター・ベオグラードと1年延長オプションつきの3年契約を締結した。